# 细梗红椋子
细梗红椋子（学名：Swida hemsleyi var. gracilipes）为山茱萸科梾木属下的一个变种。

## 扩展阅读
- 維基物種上的相關：细梗红椋子